# Paracles haenschi
Paracles haenschi là một loài bướm đêm thuộc phân họ Arctiinae, họ Erebidae.